# Antropofit

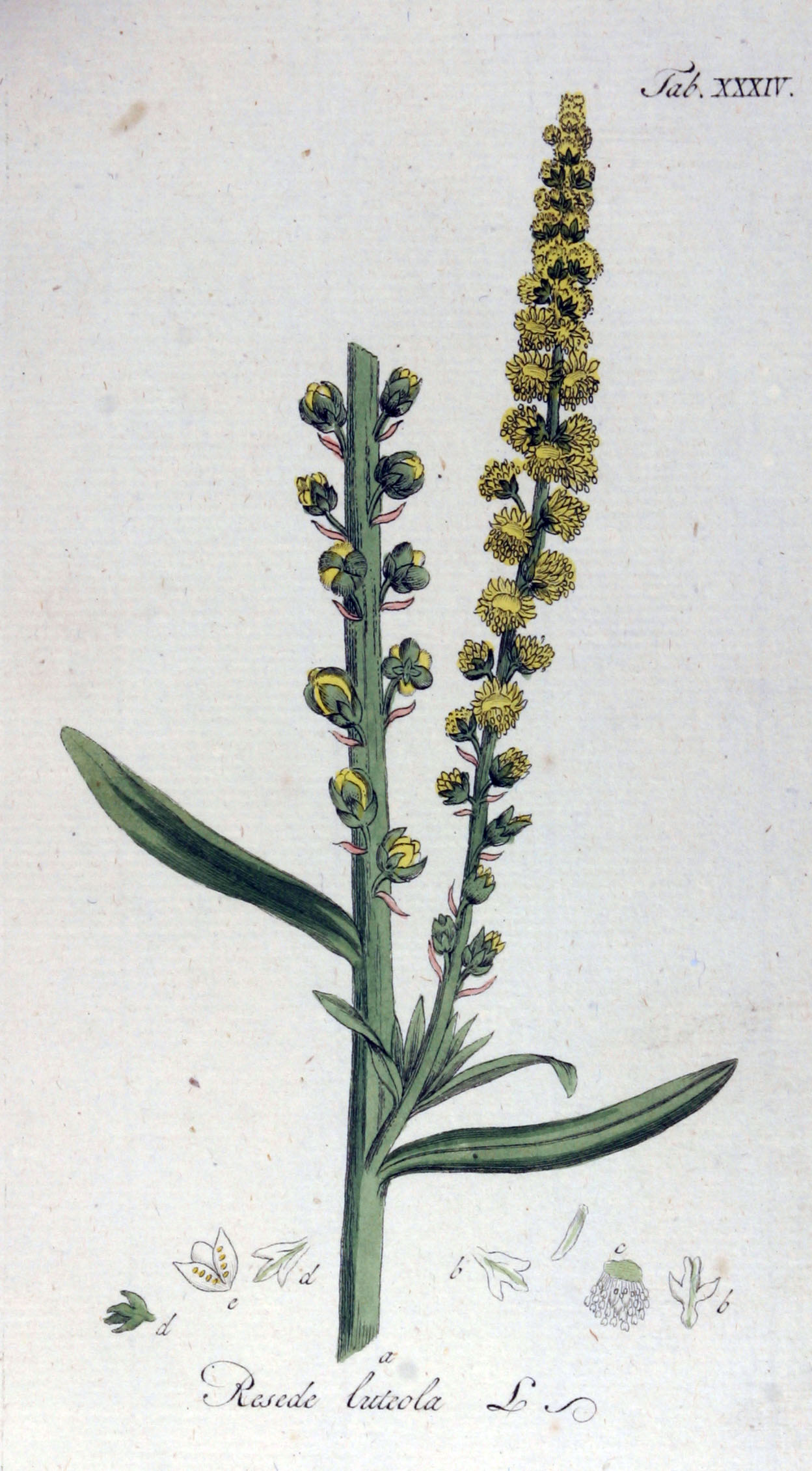
Rezeda żółtawa – antropofit, relikt dawnych upraw

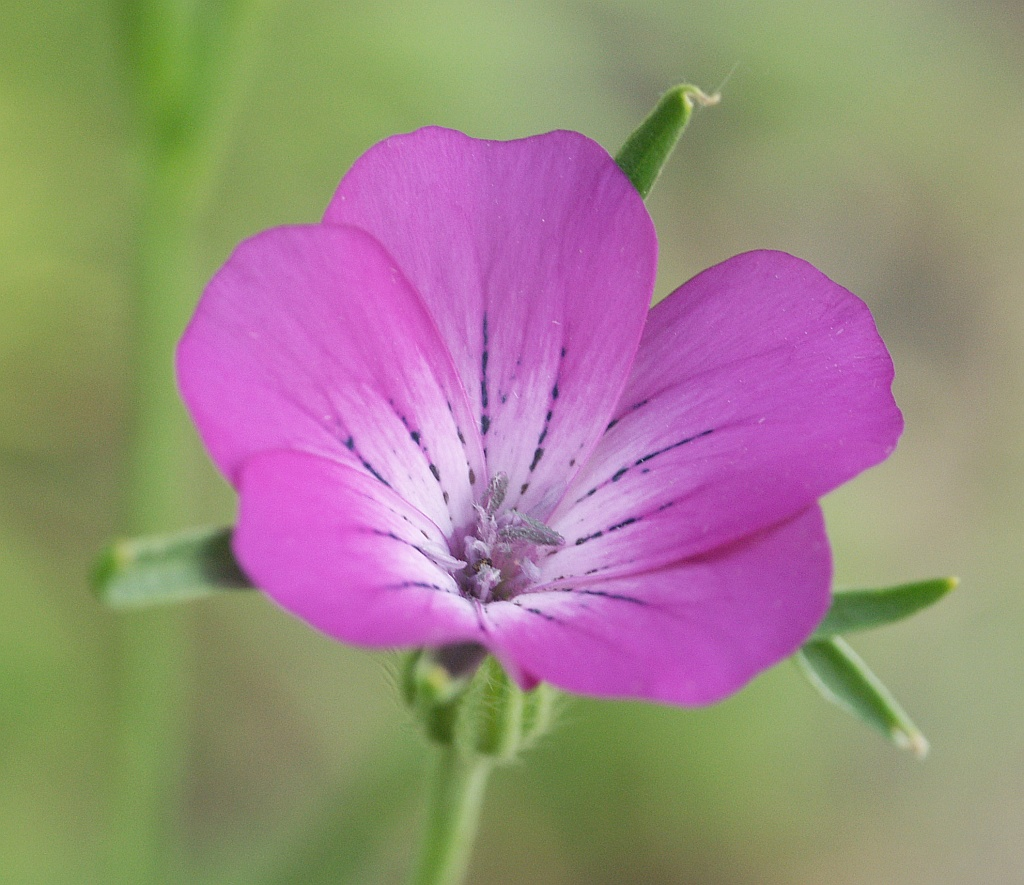
Kąkol polny Agrostemma githago – archeofit będący chwastem w uprawach zbóż

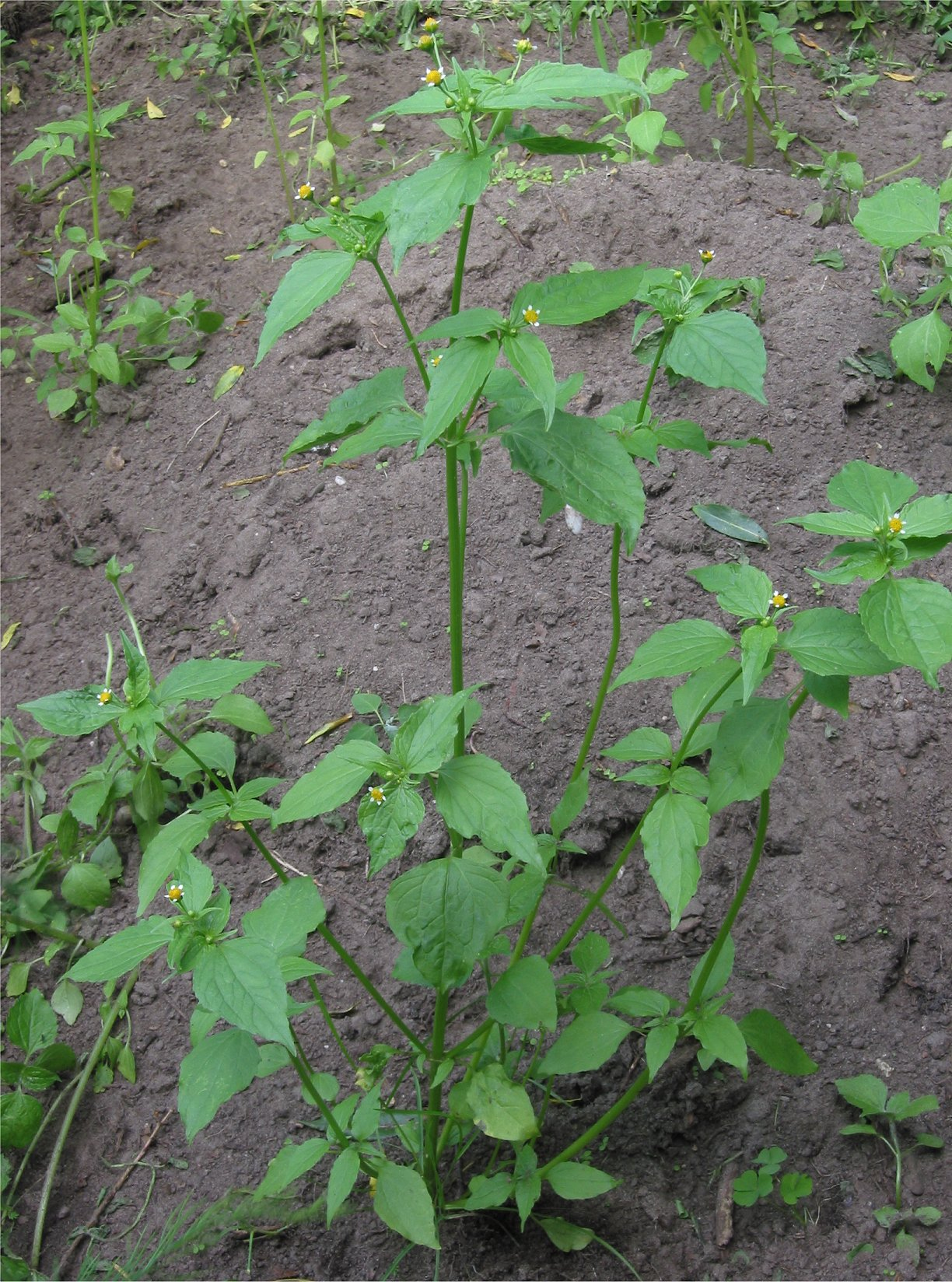
Żółtlica drobnokwiatowa Galinsoga parviflora – epekofit pochodzący z Ameryki Południowej (Andy), uciekinier z ogrodów botanicznych, zdziczały na siedliskach antropogenicznych

Antropofit (z gr. ἄνθρωπος ánthrōpos – człowiek, φυτόν phytón – roślina) – gatunek lub inny takson roślin obcego pochodzenia na danym terenie (przybysz, gatunek alochtoniczny). Antropofity występują zarówno na siedliskach wtórnych, sztucznych, powstałych w wyniku działalności człowieka, jak i na siedliskach półnaturalnych i naturalnych. Stopień zadomowienia się antropofitu może zmieniać się w czasie (zadomawianie się), np. gatunek zadomowiony początkowo na siedliskach antropogenicznych może z czasem przenikać do siedlisk półnaturalnych i naturalnych.

## Klasyfikacja antropofitów
Klasyfikacja względem sposobu napływu
- gatunki introdukowane — wprowadzone celowo przez człowieka
  - relikty dawnych upraw, rośliny niegdyś uprawiane, a obecnie występują tylko jako zdziczałe. Należą tu takie gatunki, jak np. rezeda żółtawa, owies szorstki. Czasami podejmowana jest próba powtórnego wprowadzenia ich do uprawy.
  - rośliny użytkowe obcego pochodzenia, jak np. kukurydza zwyczajna, magnolia gwiaździsta, psianka ziemniak. Stanowią one znaczną część gatunków roślin uprawnych, o ogromnym znaczeniu gospodarczym.
- gatunki zawleczone — gatunki napływowe, dostały się na dany teren na skutek niecelowych działań człowieka

Klasyfikacja geograficzno-historyczna
- metafity — trwale zadomowione we florze
  - archeofity — gatunki zawleczone w czasach przedhistorycznych lub wczesnohistorycznych (do 1500 roku), obecnie utrzymujące się tylko na wtórnych siedliskach. Należą do nich liczne chwasty znane nam z wykopalisk archeologicznych, np. jasnota biała, chaber bławatek.
    - gatunki zawleczone
    - gatunki powstałe pod wpływem działalności człowieka
    - gatunki, które zdołały przetrwać wyłącznie na siedliskach antropogenicznych

  - kenofity — gatunki zawleczone po 1500 roku
    - epekofity — zadomowione na siedliskach synantropijnych (ruderalnych i segetalnych), np. bieluń dziędzierzawa, żółtlica drobnokwiatowa.
    - agriofity — zadomowione na siedliskach naturalnych i półnaturalnych.
      - hemiagriofity — zadomowione na siedliskach półnaturalnych
      - holoagriofity — zadomowione na siedliskach naturalnych
- diafity — nie zadomowione trwale
  - efemerofity — gatunki przejściowo zawlekane (przybłędy), np. bodziszek syberyjski, zapłonka żółta
  - ergazjofigofity — przejściowo dziczejące z uprawy, np. gorczyca sarepska.

## Antropofity we florze Polski
Według badań Barbary Tokarskiej-Guzik we florze Polski w 2005 r. było 1017 gatunków antropofitów, z czego 460 stanowiły metafity,
511 diafity i 46 gatunki o nieokreślonym statusie. Wśród metafitów było 160 gatunków archeofitów i 300 gatunków kenofitów.